# あおいちゃんパニック!
『あおいちゃんパニック！』は竹本泉による日本の漫画。『なかよし』（講談社）において、1983年2月号から翌1984年7月号まで連載された。

## 概要
「もしも宇宙人が地球で暮らしたら」ということを想定した、ソフトなSFコメディである。基本的に作者の執筆傾向から数話読み切り連作になっており、中学二年の三学期から高校一年になる間の約1年半の物語である。
単行本は講談社KCなかよし版・宙出版ミッシィコミックスDX版・メディアファクトリーMF文庫版の3種類存在するが全て絶版となっている。2016年現在、MF文庫版が電子書籍として配信されている。

## 主要登場人物

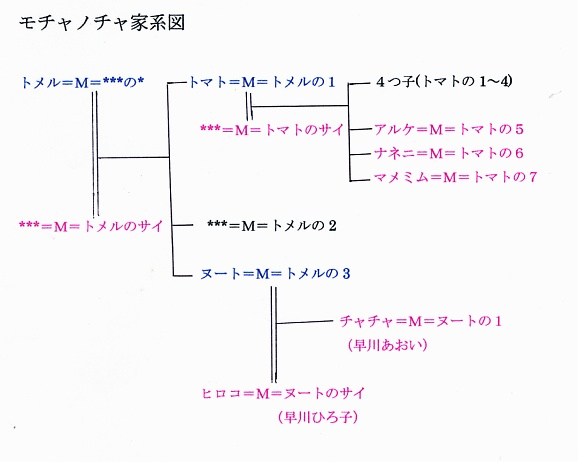
モチャノチャ家系図。男性を青、女性をピンクで示す。

早川あおい
本作の主人公。高重力の惑星から来た宇宙人の父親と地球人の母親のハーフの少女。森村ひろしの中学校に転校してきた。父方の郷里での名前は、チャチャ・モチャノチャ・ヌートの1（モチャノチャ家のヌートの長女チャチャという意味）。
森村ひろし
本作の準主人公。ごく普通の中学生。あおいに淡い恋心をいだく。作品自体は彼の視点から展開する。妹がひとりいて、1コマのみ登場した。
高橋みどり
森村くんの友人でしっかり者の女の子。おさげとそばかすが特徴。たかしの幼なじみで彼の世話をやいている。
山崎たかし
眼鏡をかけた少年。高橋みどりの幼なじみ。勉強が趣味で、いつも本から手をはなさず、翌年度の教科書を読んでいる。言葉少なで物知りであるが、基本的には無器用で、食べ物や飲み物をこぼしたりする。早川あおいが転入した当初は保健委員に就いていたが、のちに早川あおいと図書委員の仕事をする（第2巻参照）。性格は、意外に友達思いで義理堅く、機転がきくところがある。『パイナップルみたい』の主人公「山崎かおり」と似ている。
岡崎あきら
前髪が額にかかるヘアスタイルが特徴的な、自他共に二枚目と認めているように見受けられる少年。諸星あたる的な性格で、女の子に声をかけることに人生をかけている。しかしあおいには相手にされず、みどりにも突っ込まれる次第である。
マメミム
あおいのいとこで友人。トマトの末娘。フルネームは、マメミム・モチャノチャ・トマトの7。三つ子姉妹の3番目。さらに4つ子の兄姉がいる。彼女の三つ子の姉にアルケ・M・トマトの5とナネニ・M・トマトの6がいる。命名は発声練習の際の文言「マメミムメモマモ」から。
トート
フルネームは、トート・トクタプ・タータの2。金髪でハンサムな少年。むこうの星では、ヌート邸のとなりにすんでいた。性格は、岡崎あきらとほぼ同じであるが、浮き沈みがはげしいところに特徴がある。チャチャ（あおい）が好きだった。
あおいのパパ
ヒューマノイド（ヒト）タイプのハンサムな宇宙人。容姿は地球人と変わらない。本名は、ヌート・モチャノチャ・トメルの3（モチャノチャ家のトメルの第3子ヌート）。空飛ぶ円盤（通称「くるま」）で通勤している。
あおいのママ
早川ひろこ。ヌート・モチャノチャの惑星では、ヒロコ・モチャノチャ・ヌートのサイ（モチャノチャ家のヌートの妻ひろこ）と呼ばれている。
トマト
あおいの伯父で、ヌート・モチャノチャの兄。トマト・モチャノチャ・トメルの1。職業は医師。末っ子マメミムを含めた7人の子の父親。
ムーニーさん
ワシ型の容姿をもつ宇宙人。人語を解し、会話も出来る。早川あおいのじいや兼教育係。
トーオリ先生
フルネームは、トーオリ・マキアノ・トミタウロ。早川あおいの小学校の頃の担任。植物学者。名前が牧野富太郎に由来することは、ファンの間でよく知られている。小人型宇宙人で、あおいの父方の祖父、トメル・モチャノチャの友人でもある。
秋本あきお
ひろしの友人。新聞部と写真部と放送部と芸能研究同好会を兼部しているマスコミ指向のミーハー少年。あおいに興味を持ち、彼女の「正体」を探ろうとするが...。

## ヌート＝モチャノチャの惑星の環境、文化、習慣

### 環境
- とにかく高重力。その重力は2Gとも10Gともいわれる。そのため、住民は地球人よりも体が頑丈にできている。彼らが地球に来ることは、地球人が月に行った時同様に重力の影響を受ける。
- 地球からは、空飛ぶ円盤を使った「通常の」通勤距離にはない非常に遠い星である。
- あおいの両親がともに宇宙服などを着用せずに暮らすことが出来た描写があることから、大気組成は地球と同じ、あるいは地球人が生息するに支障がないものと考えられる。
- 地球を「いなか」という位に、地球とくらべて相対的に「都会」であって「ヒト」タイプ以外の宇宙人（知的生命体）も暮らしている。トカゲ型のトプシド、植物型のポポパイポ、トロール型のディルディル、魚型のトンビナイ魚、あおいが憧れていた前の学校のハンサムくん「トゥクトゥプ」に代表される火星人型など。トプシドは寒さに弱いので暖かい星と考えられる。

### 文化、習慣等
- 服のボタンは電池式である。
- 言葉は、V,P,Yの子音を多く使用する言語である。
- 各人の名前を一文字で表す「名前文字」というものがあり、それぞれの服などに使用している。
- 医療薬などは、地球のような飲み薬ではなく、基本的に噴霧式である。携帯用カプセルと噴霧器がある。
- 火星人型が「ハンサム」「美男子」とみなされるように地球と美的感覚が異なる部分がある。
- 入浴は空気につかることを意味する。
- 「いっしょに絵をかこう」という言葉か、いっしょに絵を描く行為がプロポーズになる。ただし、直接好きである旨意志も伝えることも可能。
- 一般人は、自家用車としてアダムスキー型の円盤を使用している。円盤は、お休み運転機構つきでモータのスイッチが入っていると障害物と動くものを避けて自動運転する。運転には免許制度があり、未成年は運転できない。宇宙の「バス」（葉巻型の円盤）路線が通っている。
- この惑星の住民は、ひそかに地球、さらに日本に訪れている。そのため地球原産の菓子として柿ピーが知られている。また、この星の人々の好物はピーナッツであり、ヌートは卒論テーマに「地球産落花生の流通マージンに関する一考察」を選んだ。
- 地球語の教材テープを作成している会社が複数ある。うち、ニコニコ社のものは、「～である。」調を教えるため、評判がよくない（第3巻）。
- 科学技術は進んでいるが、「ファーストネーム・家名・父親の第何子」という名前に反映されるように、住民の考え方には、家父長制なところがあり、未成年は親にしたがわなければならない、親の決めた縁談には逆らいがたいという感覚が生きている。
- 記憶をなくす薬、低重力星での「力を抑える薬」、「力を元に戻す薬」がある。「力を抑える薬」には、地球人とのハーフにとっては、眠気をもよおす副作用がある。この薬は神経伝達物質であるアセチルコリンを分解するコリンエステラーゼの働きをどうこうするものだそうであるから、生理作用のかなりな部分まで人類と共通らしい。
- 地球人の文化、慣習については、あいさつにキスをすること、ポップコーンを食べながら映画をみたあと、チョコレートパフェを食べながら映画について語るのが地球の楽しみとして伝わっている。
- 小学校には運動会がある。

## あらすじ
森村ひろしは、某私立中高一貫教育校中等部の2年生。ある土曜日に原因不明の頭痛になやまされていた。彼には、金曜日の記憶がとんでいることと「ミナミサカエサンチョーメ」という言葉に反応して頭痛がすることに不審に思っていた。そしてかわいい転入生の早川あおいが異常に自分をさけることも気になっていた。
ある日、彼は、友人のひとり岡崎あきらの提案で仲のよい高橋みどり、山崎たかしとともに、早川あおいをさそって映画を見に行くが、その帰り道によった喫茶店で、中等部の教頭とテスト業者が話しているのを目撃し、あおいの超人的な聴力で校長や教頭がテスト業者からのリベートを受け取っていたことを知ってしまう。高橋は、何とかして証拠をつかみたいと仲間たちにさそいをかけ、森村は、校長室にしのびこんだ。
あおいは、もといた父の故郷が高重力の惑星だったため、スポーツ万能少女ぶりを示し、運動部総出のスカウトを受け、追いかけられていた。校長たちに見つかりまいと隠れた掃除ロッカーで森村は、運動部からのがれたあおいとロッカーに閉じこめられてしまう。そこで今度は、体育館の寄附金使い込みを糊塗するための二重帳簿を発見してしまった。森村、高橋、山崎、岡崎に加えてあおいの仲良しグループは、この二重帳簿を手に入れるために校長室にしのびこみ、帳簿を手に入れるがみつかってしまう。あおいが時速60kmで走る校長たちの車をおいかけ帳簿をとりかえし、校長たちは、驚いて事故を起こして入院することになる。
森村、高橋、山崎、岡崎の4人組は、早川あおいが高重力星の宇宙人の父親と地球人の母親のハーフであること、森村ひろしの頭痛の原因は、早川一家の引っ越しの際に道を教えた彼の記憶を消すために吹きかけられた薬のせいだったことを知る。
中学三年になって5人は同じクラスになるが、休暇を利用して地球にチャチャ（早川あおい）をたずねてきたトートにであう。トートの性格は、女の子に声をかけまくる岡崎にそっくりであきれる森村と高橋。あおいは、学校にまでつきまとうトートの行動と浮き沈みの激しい彼の性格になやまされた。トートは無免許で「空飛ぶ円盤」を運転してきた。近くの駐車場にとめていたために駐車料金を払わされる森村たち。結局父親が迎えに来て彼は星へ帰っていった。
あおいにとって、低重力の地球は、ちょっとつまずくとバッタのように飛び跳ねてしまうという悩みがあった。これをなんとかできないかと親たちに相談する。父親であるヌートは、おもり付きのベストを彼女に着せることにした。しかし、飛び跳ねないことに関しては解決したものの、走ると慣性がついてしまって、友人を押し倒したり、体育の時間にトラックを普通に曲がれず直進したまま止まれなかったり、学校の備品を壊したりしてしまう。やむをえず父親は、あおいには副作用があるので使用をためらってきた低重力星で自分が使用する薬を飲むことを提案する。その副作用とは、ヌート本人にはなんともないが、地球人の血の流れるあおいにとっては強力な眠気を断続的にもよおすというものだった。案の定、授業中に黒板で計算しながらねてみたり、横断歩道のど真ん中でねてみたりと「眠り姫」ぶりを「発揮」するあおい。そのたびに森村たちは走り回らされた。
仲間たちで、あそびにいったとき、デパートのテレビに見覚えのある円盤が映っているのを森村たちとあおいは見てしまう。実は、あおいの小学校時代の恩師トーオリが地球に植物採集をかねて遊びに来た際に「くるま」の調子がおかしくなり山のなかに不時着したので、早川家（ヌート・モチャノチャ邸）に修理部品をもってきてくれるよう連絡をしてきた。
- トーオリ先生のおみやげの観葉植物フワフワが、蛇口の故障で水を吸って劇的に増えてしまい、早川邸は...
- 写生会の際に降ったにわか雨でフワフワが劇的に増えてしまって...
- 「絵を描くの手伝おうか」と言う言葉を父方の郷里の星の言葉に直訳してプロポーズとあおいが思い込んで...
- 芸能レポーター志望の少年秋本あきおにおいかけられ、必死にあおいのことを隠そうとする森村たち。
- 「力を抑える薬」と「風邪薬」で寝たきりになったあおいをおこすために、トマト医師は特効薬をとりだしたはいいものの...
- 大病院星のぐうたら息子との結婚話がいやで家出をしたあおいのいとこマメミムをかくまう山崎家と森村たち、おいかけて連れ戻そうとする伯父のトマトと宇宙の私立探偵たち。
- あおいパパ（ヌート＝モチャノチャ）とあおいママ（早川ひろ子）のなれそめ物語。
- 猫もどき宇宙人(?)「きぴきゃぴ」との戦い？と和解？

## 竹本作品へのカメオ出演
早川あおいを初めとして本作のキャラクターは、特に講談社時代の作品を中心にカメオ出演している。
- あんみつ姫で、城が迷宮状態となった際に森村くんを探しながら駆け回る早川あおいの姿が見える。
- アニーパトロールで、西暦2200年代の火星の動物園にパパさんとあおいが客としている。
- ルプ★さらだで、成層圏近くのレストランに、あおいがトゥクトゥプたち異星人仲間とUFOでやってくる。
- ゲームゆみみみっくすで、主人公の同級生たちの中にあおいの姿があり、台詞もある。なお、本作では選択肢の中に唐突に「弓美ちゃんパニック!」なるものが登場したりホルグルウを初めとするキャラクターも顔を見せる。
- 苺タイムスでは「ウィザードリィ専用キャラ」として「チャチャ2」を初め本作の登場人物たちが揃う回がある。これはファミコン版『I』『II』『III』をクリアした作者自身のデータである。